# Schron pogotowia

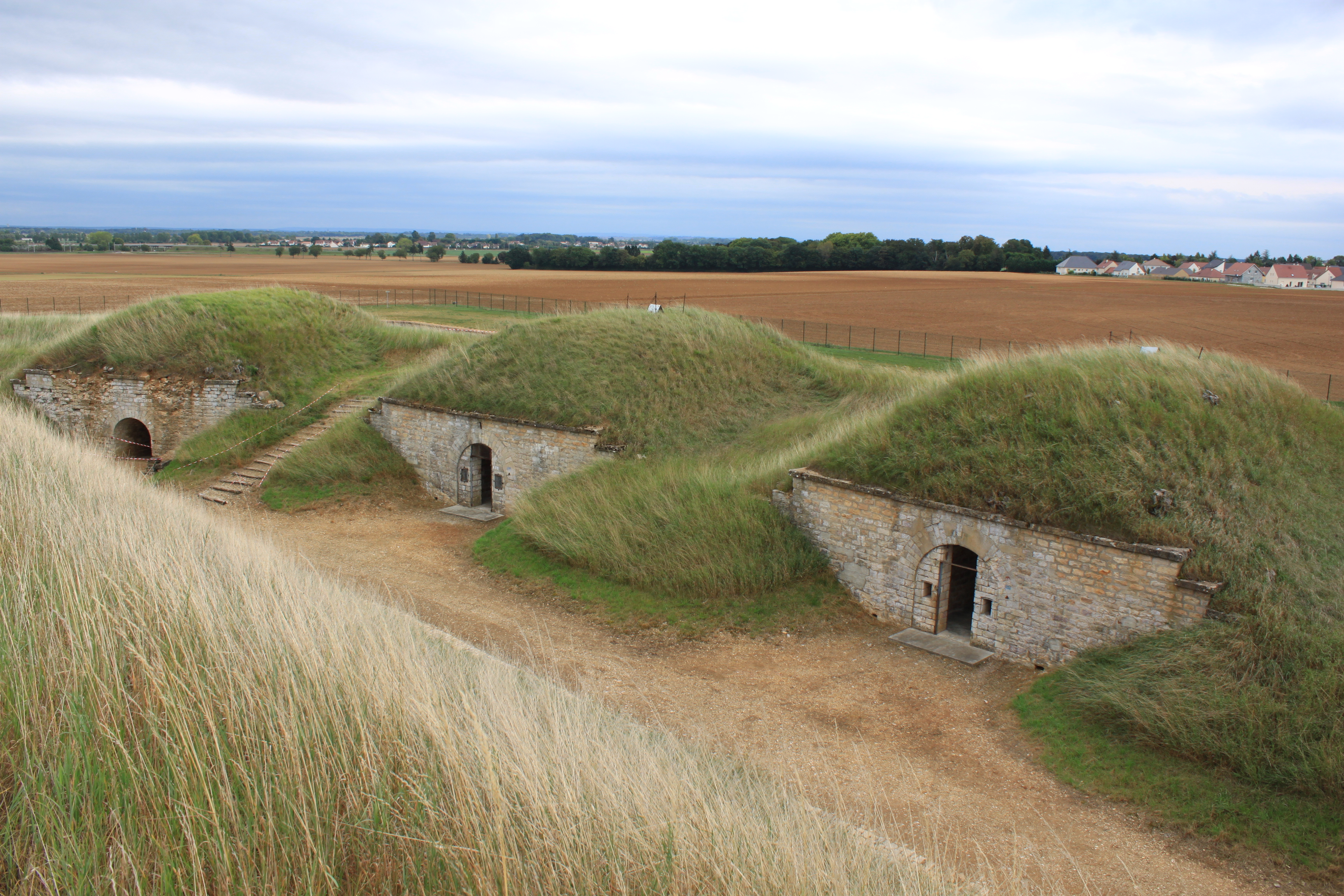
Schrony pogotowia w poprzecznicach w forcie de Beauregard

Schron pogotowia – pomieszczenie zabezpieczające załogę stanowiska piechoty lub artyleryjskiego przed ogniem nieprzyjaciela, ale dające łatwy dostęp do stanowiska ogniowego. Umieszczane zazwyczaj w przedpiersiu lub poprzecznicach. Element ten występuje w fortyfikacji nowożytnej (zwłaszcza od XIX w.).